# Kreditinstitute-Verbund (Österreich)
Ein österreichischer Kreditinstitute-Verbund kann von Kreditinstituten mit Sitz in Österreich gebildet werden, die einem Kreditinstitut mit Sitz in Österreich als Zentralorganisation ständig zugeordnet sind. Es handelt sich um eine vertragliche Regelung, die für ihre Gültigkeit der Zustimmung der österreichischen Finanzmarktaufsichtsbehörde (FMA) bedarf.

## Rechtliche Grundlagen
Die rechtlichen Grundlagen für einen österreichischen Kreditinstitute-Verbund finden sich seit 2012 im österreichischen Bankwesengesetz (BWG) insbesondere im Paragraph 30a.

## Kreditinstitute-Verbünde
Bislang einziger Kreditinstitute-Verbund gemäß § 30a BWG ist der Volksbanken-Verbund.

## Einzelnachweis
1. ↑  Bundesgesetz über das Bankwesen (Bankwesengesetz - BWG)